# Жонилка
Жонилка — небольшая река в России, протекает в Ивановской области. Устье реки находится по правому берегу реки Ухтома. Исток теряется в лесах Ильинского района Ивановской области.
Длина реки незначительна. Не судоходна. Имеет безымянный левый приток.
Вдоль русла реки населённых пунктов нет.